# Nicolae Grădinaru
Nicolae Grădinaru (n. 5 noiembrie 1953), este un fost senator român în legislatura 1990-1992 ales în județul Olt pe listele partidului FSN. În cadrul activității sale parlamentare în legislatura 1990-1992, Nicolae Grădinaru a fost membru în grupul parlamentar de prietenie cu Regatul Belgiei. Nicolae Grădinaru a demisionat pe data de 13 februarie  1992 și a fost reales deputat în legislatura 1996 - 2000 pe listele PD și a fost membru al grupurilor parlamentare de prietenie cu Republica Africa de Sud și Republica Islamică Iran.  În legislatura 2000 - 2004, Nicolae Grădinaru a devenit membru al Partidului România Mare din septembrie 2003, după ce a activat în cadrul PDSR și PSD. În legislatura 2000 - 2004, Nicolae Grădinaru a fost membru în grupurile parlamentare de prietenie cu Republica Kazahstan, Australia și Republica Islamică Iran. Nicolae Grădinaru este jurist și doctor în drept, conferențiar la Universitatea Constantin Brâncoveanu din Pitești și Târgu-Jiu - Slatina.